# Volutifusus
Volutifusus is een geslacht van weekdieren uit de klasse van de Gastropoda (slakken).

## Soorten
- Volutifusus aguayoi (Clench, 1940)
- Volutifusus piratica (Clench & Aguayo, 1940)
- Volutifusus torrei (Pilsbry, 1937)